# گوته هاگستروم
گوته هاگستروم (انگلیسی: Göte Hagström؛ ۷ سپتامبر ۱۹۱۸ – ۵ اکتبر ۲۰۱۴ (aged 96)) ورزشکار دو و میدانی اهل سوئد بود.
وی در مسابقات کشوری و بین‌المللی در مجموع برندهٔ ۱ مدال برنز شده‌است.